# Baranowice (Żory)
Baranowice (tiếng Đức: Baranowitz) là một huyện nông thôn trong đô thị Żory từ năm 1975, ở Silesian Voivodeship, miền nam Ba Lan. Cho đến năm 1945, và giữa năm 1973-1975, nó tạo thành một huyện nông thôn độc lập trong khu vực lịch sử và địa lý của vùng Thượng Silesia. Baranowice có diện tích 1.291 ha và là khu vực rộng lớn nhất trong tất cả các quận của Żory.

## Lịch sử
Huyện nông thôn Baranowitz (Baranowice) được ghi nhận là được mua vào năm 1436 bởi nhà quý tộc Silesian, Nicholaus Szassowski von Szassow, được viết bằng tên là Saszowski von Saszow, và vợ ông là Catherina cho 80 đồng Mark. Đôi vợ chồng này đã mua huyện nông thôn từ nhà quý tộc Mikundey von Jaikowitz. Baranowitz vẫn là tài sản của Trang viên Saszowski cho đến năm 1540 khi nó được bán cho gia đình Osinski, người vào năm 1556 đã bán Baranowitz cho Johann von Brzezie ở Alt-Gleiwitz.
Sau Chiến tranh thế giới lần I ở cuộc bầu cử Thượng Silesia, 176 trong số 214 cử tri ở Baranowice đã bỏ phiếu ủng hộ việc gia nhập Ba Lan, chống lại 38 phiếu chọn ở lại Đức.